# Re d'Italia (1805-1814)
Il Re d'Italia era il monarca che ricopriva il ruolo di capo dello Stato nel Regno d'Italia.

## Storia
All'inizio del XIX secolo, caratterizzato dalla diffusione delle idee rivoluzionarie e dalla nascita del concetto di nazione, andando a gettare le basi per il Risorgimento, le guerre rivoluzionarie francesi e le guerre napoleoniche sconvolsero l'assetto geopolitico della penisola. I Francesi crearono una serie di repubbliche giacobine, molte delle quali nel 1802 vennero unificate da Napoleone Bonaparte nella Repubblica Italiana, estesa su parte dell'Italia centro-settentrionale. Poco tempo dopo Bonaparte si proclamò Imperatore dei Francesi e Re d'Italia, trasformando così la Repubblica in Regno d'Italia, e a Milano, il 26 maggio 1805, si autoincoronò con la Corona ferrea. La caduta di Napoleone segnò anche la fine del Regno d'Italia (1814), che venne occupato dall'esercito imperiale austriaco del feldmaresciallo Heinrich Johann Bellegarde. Al suo posto sorse il Regno Lombardo-Veneto, il cui sovrano era l'imperatore d'Austria Francesco I. Il Lombardo-Veneto ereditò la Corona ferrea come insegna reale.

## Funzioni e prerogative
Il trono era ereditario nella discendenza maschile legittima, sia naturale che adottiva. Nel primo Statuto Costituzionale si sosteneva che l'unione delle corone di Francia e Italia fosse dovuta alla «sicurezza dello Stato»: quando le armate straniere si sarebbero ritirate era previsto che Napoleone trasmettesse la corona italiana ad uno dei suoi figli legittimi, naturale oppure adottivo, e da quel momento in poi le due corone non si sarebbero più potute riunire. Il potere esecutivo si concentrava nelle mani del Re, che nominava i ministri e i membri del Consiglio di Stato, l'organo centrale del Regno, nonché i presidenti dei collegi e della censura, i presidenti e questori del Corpo legislativo, i presidenti e procuratori generali di corti e tribunali, i prefetti, i consiglieri di prefettura e i podestà dei comuni di prima classe, i rettori delle università e gli ufficiali dell'esercito. Poteva inoltre convocare e sciogliere il Corpo legislativo e presiedere le riunioni del Senato consulente. Il Re era anche gran maestro dell'Ordine della Corona ferrea.
Per tutta la breve esistenza del Regno l'autorità regia fu demandata al viceré Eugenio di Beauharnais, figliastro di Napoleone.

## Residenze
Sotto Napoleone il Palazzo Reale di Milano, già sede del governo ducale, fu scelto come residenza ufficiale del Re e del Viceré. Bonaparte comunque risiedette nel Palazzo delle Tuileries, a Parigi.

## Simboli

### Titolatura
L'intitolazione usata negli atti di Napoleone era la seguente:
Napoleone
per la grazia di Dio e per le Costituzioni
Imperatore dei Francesi e Re d'Italia

### Stemmi

Regno d'Italia 1805–1814
Regno d'Italia 1805–1814 (versione semplificata)